# 南國小太陽
《南國小太陽》，本劇是敘述慈濟師姐黃秀蘭真人真事所改編的電視劇，由羅至中執導，由況明潔、尹昭德、陳立芹、鍾政均、張世賢、吳沛寧、林小樓、丁寧、曾心梅、周書正、白丰儀、吳芮甄等演員領銜主演，於2015年3月2日大愛電視台在中午12:30首播。

## 播出時間
以下時間以當地時間（台灣時間）為準

### 首播
| 頻道       | 所在地   | 播出日期                    | 播出時間            | 備註       |
| 大愛電視台 | 中華民國 | 2015年3月2日－2015年3月27日 | 週一至週五12:30播出 | （無廣告） |
| 大愛海外台 | 全球     | 2015年3月2日－2015年3月27日 | 週一至週五12:30播出 | （含廣告） |

### 重播
| 頻道       | 所在地   | 播出日期                     | 播出時間            | 備註       |
| 大愛電視台 | 中華民國 | 2015年3月2日－2015年3月27日  | 週一至週五22:00播出 | （無廣告） |
| 大愛電視台 | 中華民國 | 2022年12月13日－2023年1月9日 | 週一至週五20:00播出 | （無廣告） |
| YouTube    | 全球     | 2022年12月13日－2023年1月9日 | 週一至週五20:00播出 | （無廣告） |

## 演員列表

### 主要演員
| 演員   | 角色     | 介紹 | 登場集數      |
| 況明潔 | 黃秀蘭   | 原本住在高雄，在一家營建公司擔任會計，透過友人和公司的幫助，她標下屏東縣恆春菸酒配銷業務，開始當起老闆娘，在屏東買了房子居住，之後在家成立小太陽課輔班，幫助當地弱勢孩童免費課後補導。 | 第1集－第20集 |
| 尹昭德 | 林明義   | 以前職業是水泥廠工人，收入不高，在秀蘭決定寫好標書，買到卡車後順利得標，明義成為老闆，之後事業上升，收入逐漸富足，但也認識了文鳳開始有了婚外情，幾年之後決定與黃秀蘭正式離婚。         | 第1集－       |
| 陳立芹 | 黃秀玲   | 黃秀蘭的妹妹，在姐姐恆春忙於工作事業時，幫忙照顧秀蘭三位小孩事項。 | 第1集         |
| 鍾政均 | 林和熙   | 黃秀蘭與黃秀蘭的大兒子。 | 第1集         |
| 張世賢 | 林新川   | 黃秀蘭與黃秀蘭的小兒子。 | 第1集         |
| 吳沛寧 | 林珊凰   | 黃秀蘭與黃秀蘭的女兒。 | 第1集         |
| 林小樓 | 彙怡師姊 | 秀蘭第一次募款時，經由彙怡師姊的引薦之下，順利將善心款用到對的地方。 | 第1集         |
| 丁寧   | 楊碧雲   | 年輕時期休閒興趣是愛賭博打牌，騎車技術不佳且常出車禍，在與慈濟師姐一趟偏遠訪視後，決定戒賭開始關心助人。                                                                               | 第1集         |
| 曾心梅 | 淑惠媽   | 顏淑惠母親，獨自一人扶養淑惠，之後乳癌末期而過世。 | 第1集         |
| 周書正 | 黃炯志   | 慈濟慈青身分,過去常常與秀蘭到各地做訪視而逐漸熟若，得知秀蘭要開設小太陽課輔班時，負責協助找尋課輔導師任務。                                                                            | 第1集         |
| 白丰儀 | 怡琇     | 小太陽課輔班導師。 | 第1集         |
| 吳芮甄 | 顏淑惠   | 出生於貧困家庭，小時候醫生診斷智能遲緩，說話語言表達不足，青少女時期，黃秀蘭將她送到美容院當學徒，培養工作技能，日後個性逐漸活潑開朗。                                                 | 第1集         |

### 次要演員
| 演員   | 角色           | 介紹 | 登場集數 |
| 呂馥伶 | 洪美華         |      | 第1集    |
| 蓁勤   | 頭家嬤         |      | 第1集    |
| 范曉安 | 文鳳           | 。   | 第2集    |
| 陳鼎中 | 蘇長明         | 。   | 第1集    |
| 盧以恩 | 顏淑惠（少女） | 。   | 第1集    |
| 虞成敬 | 黃秀蘭（少女） | 。   | 第4集    |
| 劉冠廷 | 林明義（少年） | 。   | 第4集    |
| 何惠湘 | 喬雯           | 。   | 第集     |
| 葉惠芝 | 小文嬸         | 。   | 第集     |
| 張昌緬 | 康金           | 。   | 第集     |
| 郭玄奇 | 阿凱           | 。   | 第集     |
| 陳嬿靜 | 阿凱媽         | 。   | 第集     |
| 黃凱溢 | 邱士弘         | 。   | 第集     |
| 李庭瑋 | 雅婷           | 。   | 第集     |
| 張哲豪 | 郭豐毅         | 。   | 第集     |

## 工作人員列表

### 製作團隊
- 監製：蕭菊貞
- 總策畫：顧文珊
- 製作人：羅至中
- 編審：李靜文
- 編劇：侯蒔蓁
- 顧問：黃秀蘭
- 製作協調：黃昭傑、黃玟瑜
- 導演：羅至中

## 外部連結
- 南國小太陽 官方網站 （页面存档备份，存于）
- 大愛劇場的Facebook專頁
- 大愛劇場搶先看的Facebook專頁

| 大愛電視台 十點檔（週一至週五晚上22:00）節目 | 大愛電視台 十點檔（週一至週五晚上22:00）節目 | 大愛電視台 十點檔（週一至週五晚上22:00）節目 |
| -------------------------------------------- | -------------------------------------------- | -------------------------------------------- |
|                                              | 南國小太陽 （2015年3月2日－2015年3月27日）   |                                              |
| 爸爸親像山 （2015年2月23日－2015年2月27日）  | 愛·逆轉 （2015年4月13日－2015年5月1日）      |                                              |

| 臺灣 大愛電視 每週一至週五 20:00 - 20:48                                | 臺灣 大愛電視 每週一至週五 20:00 - 20:48                     | 臺灣 大愛電視 每週一至週五 20:00 - 20:48 |
| ----------------------------------------------------------------------- | ------------------------------------------------------------ | ---------------------------------------- |
|                                                                         | 長情劇展-南國小太陽（重播） （2022年12月13日－2023年1月9日） |                                          |
| 金鐘季。心中劇~我愛龍劭華 春子（重播） （2022年12月6日－2022年12月10日) | 飄洋過海來愛你（重播） （2023年1月10日－2023年2月16日）      |                                          |